# 芬達樂器公司
芬达乐器公司（縮寫：FMIC）是一家总部位于美國亞利桑那州斯科茨代爾市的乐器制造公司，由利奧·芬達（Leo Fender）在1946年於美國加州富勒顿成立，主要生产弦乐器和音箱，如电結他、木結他等。

## 历史

### 初期
在1938年，芬达乐器公司以芬达收音機公司 (Fender's Radio Service) 開始業務，專門做維修收音機工作，後來加入維修其他電器服務，包括吉他擴音器。
1940年代早期，芬达乐器公司與多克·考夫曼(Doc Kauffman)公司合伙，組成K&F生產公司 (K & F Manufacturing Corp.) ，製造電子樂器及吉他擴音器。1946年，由於Leo Fender與Doc Kauffman在公司發展方向上意見不合，K&F 生產公司拆伙，Leo Fender將其公司改名為芬达電子乐器生產公司 (Fender Electric Instrument Company) 。Fender第一個系列的吉他擴音器在1948年製成，名為Tweed。

### 发展

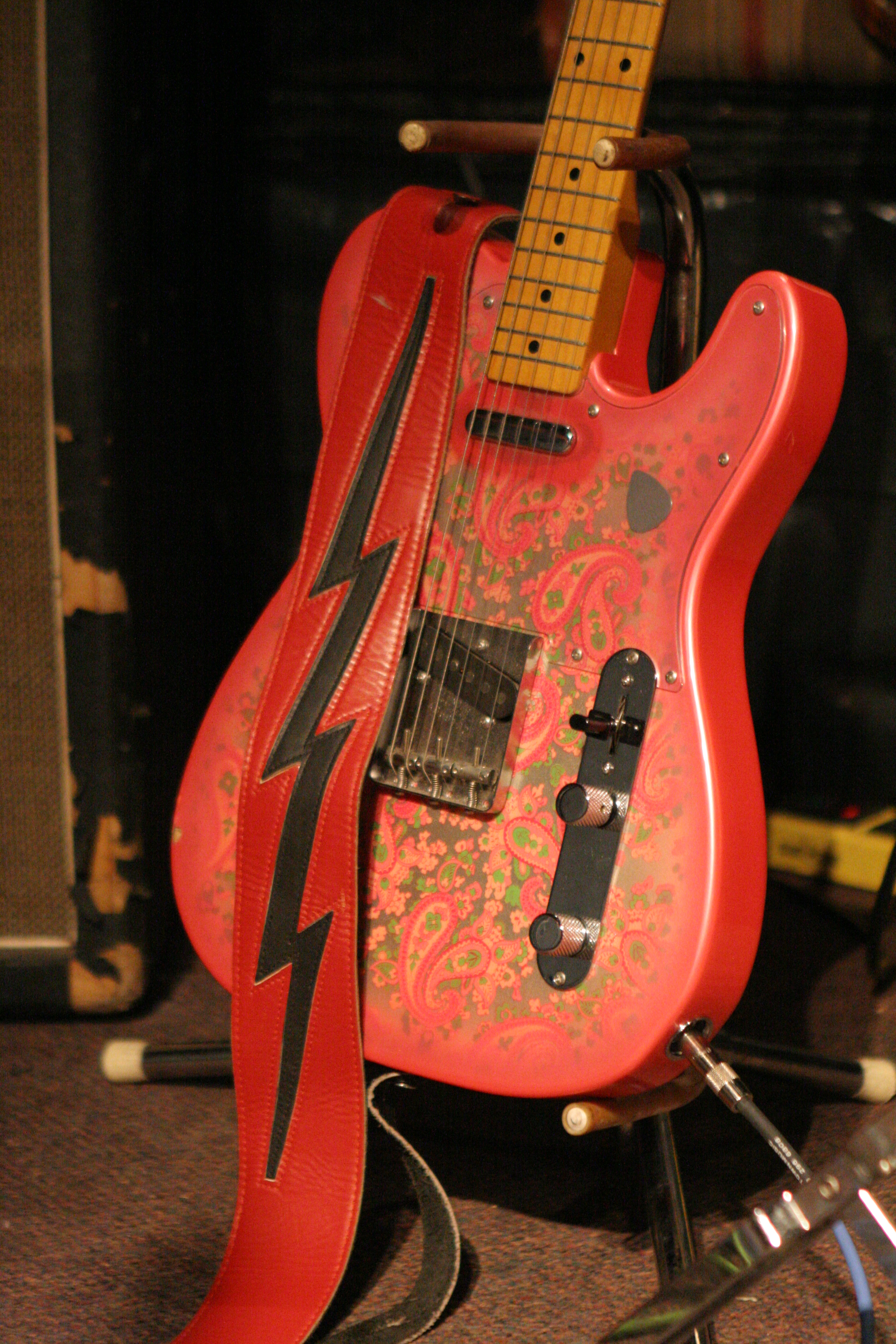
Fender Telecaster

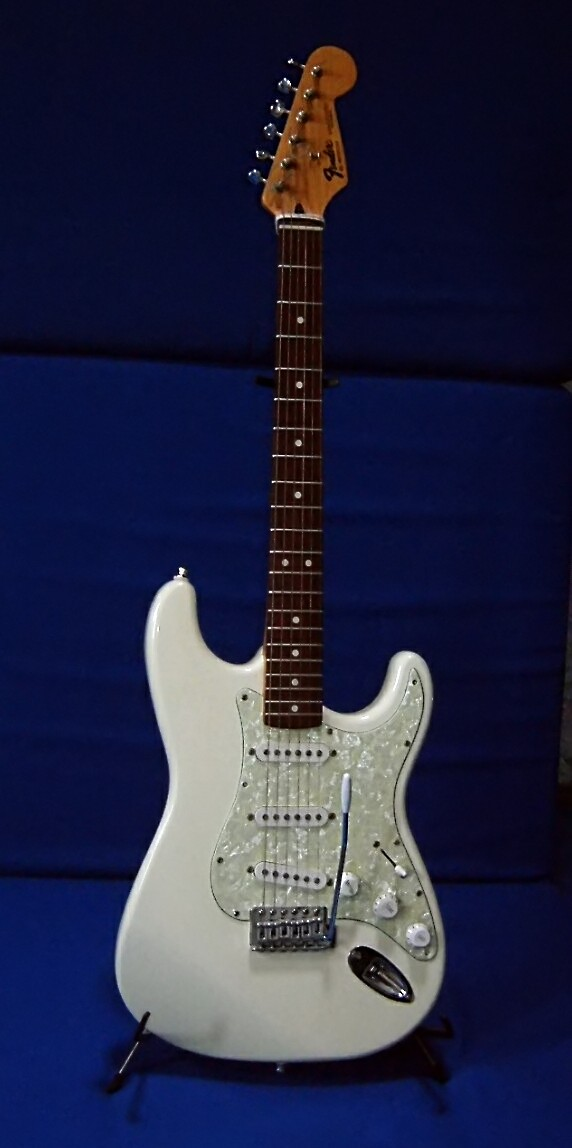
Fender Stratocaster

时至今日，Fender乐器公司仍在为全世界的吉他手提供永恒的Telecaster和Stratocaster设计类型的吉他，同时，Fender家族也生产了包括Squier 、Guild和Benedetto等与众不同的产品系列（子品牌）。在吉他艺术的尖端，Fender公司在加州Corona生产的Custom Shop系列以及在田纳西州Nashville生产的Guild Custom系列的手工吉他为每个吉他手提供了个性化的选择。1995年以来，Guild吉他成为了Fender公司的一员，Guild产品线中美国制造的木吉他和空心电吉他包括Benedetto系列爵士吉他都被公认为是当今制造的同类型吉他中最优秀的产品。Fender公司同样生产Manuel Rodriguez系列的高档西班牙古典吉他。

## 回購
1965年，利奧·芬達將芬达電子乐器生產公司賣給哥倫比亞廣播公司（CBS），直至1985年旗下的員工向CBS回購了他們的公司，並改名為現時的名稱芬达乐器公司(Fender Musical Instruments Corporation)。
近年，芬达乐器公司收購了多間樂器公司，包括基爾特結他公司 (Guild Guitar Company)、昇恩擴音器公司 (The Sunn Amplifier Company)及SWR聲音公司(SWR Sound Corporation)等。2008年, 芬达乐器公司還收購了全美國最大的獨立樂器分銷商卡文音樂公司(Kaman Music Corporation)。

## 主要生產樂器
芬达乐器公司的主要生產樂器有:
- Stratocaster 電吉他
- Telecaster 電吉他
- Jaguar 電吉他
- Mustang 電吉他
- Jazzmaster 電吉他
- DuoSonic 電吉他
- Precision Bass 貝斯
- Jazz Bass 貝斯
- Jaguar Bass 貝斯

## 外部連結
- 芬達樂器公司官方網站 （页面存档备份，存于）
- Fender(芬達)樂器台灣總代理海國樂器官方網站 （页面存档备份，存于）